# Die Eigenheiten einer jungen Blondine
Die Eigenheiten einer jungen Blondine ist ein portugiesisch-französischer Film aus dem Jahr 2009. Regie führte Manoel de Oliveira. Das Sujet ist die Adaption einer Erzählung von Eça de Queiroz aus der Jahrhundertwende.